# Inkaka keralensis
Inkaka keralensis är en stekelart som beskrevs av Sureshan och T.C. Narendran 1997. Inkaka keralensis ingår i släktet Inkaka och familjen puppglanssteklar. Inga underarter finns listade i Catalogue of Life.